# Mitbestimmungsgesetz
Das Mitbestimmungsgesetz gewährleistet und regelt in Deutschland die Aufnahme von Arbeitnehmervertretern in den Aufsichtsrat eines Unternehmens.

## Betroffene Unternehmen
Das Gesetz erfasst Unternehmen in der Rechtsform einer Aktiengesellschaft, einer Kommanditgesellschaft auf Aktien, einer Gesellschaft mit beschränkter Haftung oder einer Erwerbs- und Wirtschaftsgenossenschaft mit in der Regel über 2000 Mitarbeitern, in denen die paritätische Besetzung des Aufsichtsrats Pflicht ist, d. h. Arbeitnehmer und Kapitaleigner entsenden jeweils die Hälfte der Aufsichtsratsmitglieder. Es wird angestrebt, Entscheidungen im Aufsichtsrat im Konsens zwischen Arbeitnehmern und Kapitaleignern zu erreichen. Im Zweifelsfall kann die Seite der Anteilseigner (Aktionäre) jedoch alle Abstimmungen im Aufsichtsrat für sich entscheiden: Denn kommt es zum Patt zwischen Arbeitnehmer- und Anteilseignerseite, hat der Vorsitzende (Anteilseignerseite) ein Doppelstimmrecht (§ 29 Abs. 2 MitbestG). In der Bundesrepublik Deutschland gab es im Jahr 2008 694 Unternehmen, welche nach Maßgabe des Mitbestimmungsgesetzes einen paritätisch besetzten Aufsichtsrat bilden mussten.

## Ausschussvorsitzender
Der Vorsitzende des Aufsichtsrats wird meistens nur von den Vertretern der Anteilseigner bestimmt. In einem ersten Wahlgang muss der Vorsitzende mit Zwei-Drittel-Mehrheit gewählt werden. Sollte das nicht passieren, so wählen die Vertreter der Anteilseigner den Vorsitzenden, die Arbeitnehmervertreter seinen Stellvertreter. Das Übergewicht der Anteilseigner wird aus dem Eigentumsrecht des Grundgesetzes abgeleitet.

## Arbeitnehmervertreter
Das Gesetz regelt die Wahl der Arbeitnehmervertreter.
Die Arbeitnehmerseite besteht aus „normalen“ Arbeitnehmern (Vertretern der Arbeiter und Angestellten), leitenden Angestellten und einer gesetzlich vorgeschriebenen Zahl von Gewerkschaftsvertretern.
Gewerkschaftsvertreter im Aufsichtsrat werden von den Gewerkschaften vorgeschlagen und von den Beschäftigten des Unternehmens gewählt.
Die gesetzlichen Regelungen wurden 1977 durch die Erste, Zweite und Dritte Wahlordnung für verschiedene Konzerntypen präzisiert.

## Historische Entwicklung
1946 erhoben die Gewerkschaften die Forderung nach Vertretung der Arbeitnehmer in den Vorständen und Aufsichtsräten der von der Besatzungsmacht beschlagnahmten und zur Entflechtung bestimmten Ruhrkonzerne. Diese Forderung wurde im Laufe des Jahres auf alle Wirtschaftszweige ausgedehnt. Sie stieß auch bei Unternehmern auf Resonanz, weil sie mit Hilfe der Gewerkschaften die befürchtete dauerhafte ausländische Kontrolle über die Montanindustrie abzuwehren hofften.
Nach § 12 Abs. 1 MitbestG a.F. war zunächst ein Unterschriftenquorum zur Wahl von Delegierten der Wahl von Arbeitnehmern in den Aufsichtsrat eines Unternehmens nötig, das zehn Prozent oder 100 der wahlberechtigten Arbeitnehmer betrug. Das Quorum war nach Ansicht des Bundesverfassungsgerichts zu hoch und deshalb verfassungswidrig. Das Quorum wurde inzwischen auf fünf Prozent oder 50 der wahlberechtigten Arbeitnehmer gesenkt (§ 12 Abs. 1 Satz 2 MitbestG).

### Die Biedenkopf-Kommission
Noch von der von Bundeskanzler Gerhard Schröder geführten rot-grünen Bundesregierung wurde 2005 eine Kommission unter Leitung des ehemaligen sächsischen Ministerpräsidenten Kurt Biedenkopf eingesetzt, die Vorschläge zur Zukunft und zu möglichem Reformbedarf bei der deutschen Unternehmensmitbestimmung und beim Mitbestimmungsgesetz erarbeiten sollte.
Auch die Bundesregierung unter Bundeskanzlerin Angela Merkel sagte zu, sich bei entsprechenden Reformen nach den Ergebnissen der Kommission zu richten. Im Koalitionsvertrag von CDU, CSU und SPD heißt es:

„Aufgabe der eingesetzten Regierungskommission unter dem Vorsitz von Professor Dr. Biedenkopf ist es, ausgehend vom geltenden Recht bis Ende 2006 Vorschläge für eine moderne und europataugliche Weiterentwicklung der deutschen Unternehmensmitbestimmung zu erarbeiten. Wir werden die – einvernehmlich erzielten – Ergebnisse der Kommission aufgreifen und, soweit erforderlich und geboten, Anpassungen der nationalen Unternehmensmitbestimmung vornehmen.“

Die Kommission war neben dem Vorsitzenden Kurt Biedenkopf mit je drei Vertretern der Arbeitgeber- und der Arbeitnehmerseite besetzt sowie mit zwei neutralen wissenschaftlichen Mitgliedern.
Anfang November 2006 erklärten die Arbeitnehmer- und Arbeitgebervertreter die Kommission für gescheitert. Zwischen beiden Gruppen bestanden unüberbrückbare Differenzen in der Frage der paritätischen Besetzung von Aufsichtsräten. Die Arbeitnehmervertreter in der Kommission wollten daran festhalten, die Arbeitgebervertreter hingegen forderten eine so genannte Drittelparität, bei der die Arbeitnehmerseite nur noch ein Drittel der Aufsichtsratsmandate besetzt hätte. Der Kommissions-Vorsitzende Biedenkopf sowie die beiden neutralen Mitglieder legten deshalb im Dezember 2006 einen Bericht der wissenschaftlichen Mitglieder der Kommission vor, dem lediglich Stellungnahmen der Arbeitgeber- und der Arbeitnehmervertreter beigefügt sind.
| Person           | Funktion          | Verband/Partei                                 |
| ---------------- | ----------------- | ---------------------------------------------- |
| Kurt Biedenkopf  | Vorsitzender      | CDU                                            |
| Wolfgang Streeck | neutral           | Max-Planck-Institut für Gesellschaftsforschung |
| Hellmut Wißmann  | neutral           | Präsident Bundesarbeitsgericht a. D.           |
| Michael Sommer   | Arbeitnehmerseite | DGB-Vorsitzender 2006                          |
| Jürgen Peters    | Arbeitnehmerseite | IG-Metall-Vorsitzender                         |
| Günter Reppien   | Arbeitnehmerseite | Gesamtbetriebsratsvorsitzender RWE Power AG    |
| Dieter Hundt     | Arbeitgeberseite  | BDA                                            |
| Jürgen Thumann   | Arbeitgeberseite  | BDI                                            |
| Manfred Gentz    | Arbeitgeberseite  | ehemaliger Finanzvorstand bei Daimler-Chrysler |